# Одаленго Гранде
Одаленго Гранде (итал. Odalengo Grande) је насеље у Италији у округу Алесандрија, региону Пијемонт.
Према процени из 2011. у насељу је живело 45 становника. Насеље се налази на надморској висини од 369 м.

## Становништво
| 1931. | 1936. | 1951. | 1961. | 1971. | 1981. | 1991. | 2001. | 2011. |
| ----- | ----- | ----- | ----- | ----- | ----- | ----- | ----- | ----- |
| 1.360 | 1.307 | 1.114 | 820   | 675   | 612   | 524   | 533   | 487   |